# 西高木家陣屋
西高木家陣屋（にしたかぎけじんや）は、岐阜県大垣市上石津町（旧養老郡上石津町）（美濃国石津郡）多良郷にあった平城である。別名、多良城、多羅城、高木陣屋とも称する。陣屋跡は、2014年（平成26年）10月6日に「西高木家陣屋跡」（にしたかぎけじんやあと）として、国の史跡に指定された。
旗本高木家は、西高木家、東高木家、北高木家の3家があり、交代寄合である。この3家が隔年で参府していた。旗本であるが、大名格を与えられ、普請奉行の役をうけたまわっていた。最も大きいのが西高木家である。この3家を美濃衆という。
なお、3家とも高木家であるが、区別するため、西高木家、東高木家、北高木家と記載する。

## 概要
高木貞利は美濃国石津郡を所領しており、斎藤道三、織田信長、織田信雄に従った。しかし、豊臣秀吉により信雄が改易された際、甲斐国に蟄居となった。かわってこの地を所有した関一政が多羅城を築いた（多良藩参照）。築城時期は天正年間とも慶長年間ともいう。
1600年（慶長5年）、関ヶ原の戦いの後、関一政が伊勢国亀山（現亀山市）に移封されると、再び高木貞利の所領となり、江戸時代には旗本となった。このさい、高木家は3家に分かれ、高木貞利の西高木家（2,300石）、高木貞友の東高木家（1,000石）、高木貞俊の北高木家（1,000石）となる。この3家を交代寄合美濃衆といい、大名格で3家隔年交代で参勤交代を行った。
翌年の1601年（慶長6年）、西高木家陣屋を築く。かつての多羅城は緊急時用として一部が残されたという。
また、1624年（寛永元年）より国役普請奉行を勤め、その後水行奉行（美濃国、尾張国、伊勢国の水利治水事業を行なう役目）にも任ぜられた。
西、東、北高木家陣屋は1868年（明治元年）まで存続する。

## 屋敷
天保3年（1832年）3月、北高木家の屋敷から出火があり、隣接する西高木家も類焼による屋敷を喪失した。この時には屋敷再建のための多額な資金が必要となり血縁関係のある諸藩や近隣の高須藩に金子借用を依頼した。
表門は1852年（嘉永5年）に、屋敷は1896年（明治29年）に再建されている。また、当時の石垣と1815年（文化12年）建設の埋門の石積みが残っている。
北高木家、東高木家の土蔵が現存するという。
西高木家陣屋跡の敷地内には、1993年（平成5年）上石津町郷土資料館（現・大垣市上石津郷土資料館）が開設されている。

## 所在地
- 岐阜県大垣市上石津町宮237

## 交通機関
- 名阪近鉄バス関ケ原時線「宮」バス停下車、徒歩ですぐ。
  - JR関ケ原駅より「時」行き

## 周辺施設
- 大神神社